# ورنون (آلاباما)
ورنون (به انگلیسی: Vernon) شهرکی در شهرستان لامار ایالت آلاباما است که مساحت آن ۱۵٫۲۲ کیلومترمربع است و در سرشماری سال ۲۰۱۰ میلادی، ۲٬۰۰۰ نفر جمعیت داشته و تراکم جمعیتی آن، ۱۳۱٫۴۱ نفر در کیلومترمربع بوده است.